# Bonduel, Wisconsin
Bonduel là một làng thuộc quận Shawano, tiểu bang Wisconsin, Hoa Kỳ. Năm 2006, dân số của làng này là 1416 người.